# Plainval

Plainval este o comună în departamentul Oise, Franța. În 1 ianuarie 2022 avea o populație de 417 de locuitori.